# Hrubý Jeseník
Hrubý Jeseník là một làng thuộc huyện Nymburk, vùng Středočeský, Cộng hòa Séc.